# Jing Ruixue
Jing Ruixue est une lutteuse libre chinoise née le 4 juillet 1988 à Xi'an.

## Palmarès

### Jeux olympiques
- Médaille d'argent en catégorie des moins de 63 kg aux Jeux olympiques de 2012 à Londres

### Championnats du monde
- Médaille d'argent en catégorie des moins de 63 kg en 2005 à Budapest
- Médaille d'or en catégorie des moins de 67 kg en 2006 à Canton
- Médaille d'or en catégorie des moins de 67 kg en 2007 à Bakou
- Médaille de bronze en catégorie des moins de 63 kg en 2011 à Istanbul

### Championnats d'Asie
- Médaille d'or en catégorie des moins de 67 kg en 2005 à Wuhan